# Lista de filmes portugueses de 1928
Lista de filmes portugueses de longa-metragem lançados comercialmente em Portugal em 1928, nas salas de cinema.
Notas: Na secção coprodução, passando o cursor sobre a bandeira aparecerá o nome do país correspondente.
| # | Filme            | Realização | Género | Estreia    | Coprodução |
| - | ---------------- | ---------- | ------ | ---------- | ---------- |
| 1 | Fátima Milagrosa | Rino Lupo  | Drama  | 7 de abril | —          |